# Tahta
Tahta (arab. طهطا) – miasto w Egipcie, w muhafazie Sauhadż. W 2006 roku liczyło 85 528 mieszkańców.